# William Bonner
William Bonemer Júnior (São Paulo, 16 de novembro de 1963), mais conhecido como William Bonner, é um jornalista, publicitário e apresentador de telejornais brasileiro. É editor-chefe e apresentador do Jornal Nacional, da TV Globo.

## Biografia
William Bonner nasceu em São Paulo no dia 16 de novembro de 1963. Morou em Tatuapé até os 7 anos de idade, quando se mudou para Higienópolis. Em 1989, mudou-se para o Rio de Janeiro.
Em 1982 prestou vestibular para Comunicação na Fundação Armando Alvares Penteado e Comunicação Social com ênfase em Publicidade e Propaganda para a Escola de Comunicações e Artes da Universidade de São Paulo (ECA-USP). Aprovado nos dois cursos, optou pelo curso da USP e formou-se em 1990. Iniciou a carreira profissional em 1983, como redator publicitário. No ano seguinte, na Rádio USP FM, tornou-se locutor e apresentou o programa "Trilha Sonora" até 1986. Em 1985 começou a trabalhar na TV Bandeirantes SP, como locutor e apresentador. Em junho de 1986, convidado pela TV Globo de São Paulo, transferiu-se para a emissora, onde passou a acumular a função de apresentador com a de editor de uma edição do telejornal local, SPTV. Em 1988, tornou-se também apresentador do Fantástico. No ano seguinte, transferiu-se para o Rio de Janeiro. Apresentou o Jornal da Globo entre 1989 e 1993, em São Paulo, ao lado de Fátima Bernardes, o Jornal Hoje, do qual foi editor-chefe entre 1994 e 1996. Desde abril de 1996, apresenta o Jornal Nacional. Em 1999, Bonner também virou editor-chefe do JN.
Em setembro de 2009, William lançou o livro Jornal Nacional: Modo de Fazer, lançado em homenagem aos 40 anos do JN, em que ele mostra os bastidores da preparação das edições do telejornal. Apesar de assinado apenas por ele, o livro também traz Fátima Bernardes na capa, junto com Bonner. O apresentador doou todos os seus direitos de autor à Escola de Comunicações e Artes da Universidade de São Paulo (ECA/USP). Pouco tempo depois do lançamento do livro, Bonner começou a participar da rede de microblogs Twitter, onde passou a ser acompanhado por milhões de pessoas. Em 3 de março de 2010, o apresentador ganhou o Shorty Award na categoria jornalismo. Considerado o Oscar do Twitter, o prêmio é concedido aos melhores perfis de usuários, celebridades, atores, ativistas e organizações que habitam o universo do microblog. Bonner anunciou, em 30 de abril de 2010, seu afastamento do Twitter, alegando precisar de mais tempo para cuidar da saúde e de obrigações profissionais, já que se tratava de um ano de Copa do Mundo FIFA e eleições nacionais no Brasil.
Foi premiado no programa Domingão do Faustão no Melhores do Ano 2009 e no Melhores do Ano 2013, com o prêmio de Melhor Jornalista. Do mesmo programa, recebeu também o Troféu Mário Lago, em 2014, pelo conjunto da obra.
Em 18 de agosto de 2023, Bonner chegou a marca de 10 mil dias como titular do Jornal Nacional.

## Vida pessoal
Torcedor do São Paulo, William Bonner visitou o estádio do Morumbi em 2008 para conhecer os jogadores, o que foi elogiado pelo então treinador do clube, Muricy Ramalho. O apresentador também já homenageou o ex-goleiro Rogério Ceni e provocou o rival Corinthians.
Seus pais eram o médico William Bonemer, falecido em 2016, e Maria Luisa, falecida em abril de 2019, ambos filhos de imigrantes libaneses. Seu sobrenome translitera-se da língua árabe como Bou Nemr.
Casou-se com a também jornalista Fátima Bernardes em 1990, com quem teve os trigêmeos Vinícius, Laura e Beatriz, nascidos em 21 de outubro de 1997. O fim da relação com Fátima foi anunciado em 29 de agosto de 2016. Desde setembro de 2018 é casado com a fisioterapeuta Natasha Dantas, com quem começou a namorar em novembro de 2017.

## Trabalhos
| Ano           | Programa             | Funções                         | Emissora           |
| ------------- | -------------------- | ------------------------------- | ------------------ |
| 1986–89       | SPTV                 | Âncora e repórter               | TV Globo São Paulo |
| 1988–90       | Fantástico           | Âncora e repórter               | TV Globo           |
| 1989–93       | Jornal da Globo      | Âncora e repórter               | TV Globo           |
| 1993–96       | Jornal Hoje          | Âncora, editor-chefe e repórter | TV Globo           |
| 1996–presente | Jornal Nacional      | Âncora, editor-chefe e repórter | TV Globo           |
| 1998          | E Agora, Presidente? | Apresentador                    | TV Globo           |
| 2002          | Eleições Globo       | Apresentador/mediador           | TV Globo           |
| 2025          | Glória               | Entrevistado                    | TV Globo           |

| Lançamento | Título                          | Nota       |
| ---------- | ------------------------------- | ---------- |
| 2009       | Jornal Nacional - Modo de Fazer | Jornalismo |

## Prêmios e indicações
| Ano  | Prêmio                    | Categoria                         | Resultado | Ref.   |
| ---- | ------------------------- | --------------------------------- | --------- | ------ |
| 2003 | Prêmio Unesco             | Jornalismo                        | Venceu    | [ 40 ] |
|      |                           |                                   |           |        |
| 2005 | Troféu Internet           | Melhor Apresentador de Telejornal | Venceu    |        |
|      |                           |                                   |           |        |
| 2007 | Troféu Internet           | Melhor Apresentador de Telejornal | Venceu    |        |
|      |                           |                                   |           |        |
| 2008 | Troféu Internet           | Melhor Apresentador de Telejornal | Venceu    |        |
|      |                           |                                   |           |        |
| 2009 | Troféu Internet           | Melhor Apresentador de Telejornal | Venceu    |        |
| 2009 | Melhores do Ano 2009      | Melhor Jornalista                 | Venceu    | [ 40 ] |
|      |                           |                                   |           |        |
| 2010 | Shorty Awards 2010        | Jornalismo                        | Venceu    | [ 41 ] |
|      |                           |                                   |           |        |
| 2011 | Emmy Internacional        | Notícia                           | Venceu    | [ 42 ] |
| 2011 | Troféu Internet           | Melhor Apresentador de Telejornal | Venceu    |        |
|      |                           |                                   |           |        |
| 2013 | Melhores do Ano 2013      | Melhor Jornalista                 | Venceu    | [ 43 ] |
|      |                           |                                   |           |        |
| 2014 | Troféu Mario Lago 2014    | Pelo conjunto da obra             | Venceu    | [ 43 ] |
|      |                           |                                   |           |        |
| 2015 | Troféu Imprensa           | Melhor Apresentador de Telejornal | Venceu    | [ 44 ] |
|      |                           |                                   |           |        |
| 2022 | The Voice Foundation 2022 | Jornalista premiado da edição     | Venceu    | [ 45 ] |
| 2022 | Melhores do Ano 2022      | Melhor Jornalista do Ano          | Venceu    | [ 46 ] |
|      |                           |                                   |           |        |
| 2025 | Troféu Imprensa           | Melhor Jornalista                 | Indicado  | [ 47 ] |
| 2025 | Troféu Internet           | Melhor Jornalista                 | Venceu    | [ 47 ] |